# Zacompsia colorata
Zacompsia colorata är en tvåvingeart som beskrevs av Steyskal 1971. Zacompsia colorata ingår i släktet Zacompsia och familjen fläckflugor.
Artens utbredningsområde är El Salvador. Inga underarter finns listade i Catalogue of Life.